# 무라드 마르고슈빌리
무라드 마르고슈빌리(Murad Margoshvili, 1972년 5월 26일 ~ )는 조지아의 이슬람주의자이다. 무슬림 아부 왈리드 알시샤니(Muslim Abu Walid al Shishani)라는 가명을 갖고 있는데 이는 아랍어로 "체첸의 무슬림인 아부 왈리드"를 뜻한다.
제1차 체첸 전쟁, 시리아 내전에 가담했으며 시리아의 이슬람주의 무장 조직인 주누드 알샴(Junud al-Sham)의 사령관을 역임했다. 2014년 9월 24일에는 미국 국무부에서 지정한 제재 대상자 명단에 등재되었다.